# گروو کاوریج
گروه کاوریج (به انگلیسی: Groove Coverage) یک گروه موسیقی یورودنس آلمانی است. این گروه از اکسل کنراد، DJ Novus، ملانی مونک که به Mella بیشتر مشهور است تشکیل شده است. و همچنین از Verena Rehm که خواننده گاه به گاه و تعویضی گروه است. این گروه در سال ۲۰۰۱ توسط DJ Novus برای همکاری و مشارکت با Suprime Musi شروع شد.